# 알리에라사우루스

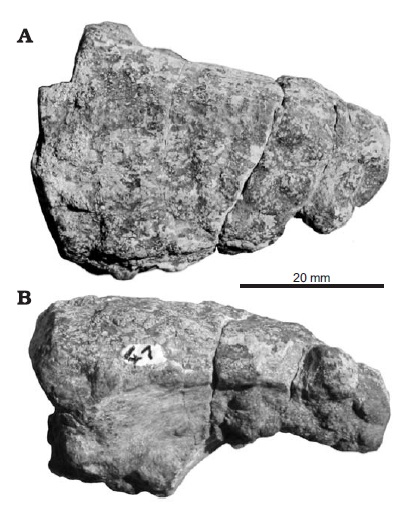

알리에라사우루스(학명:Alerasaurus ronchii)는 도마뱀목 카세아과에 속하는 도마뱀이다. 지금은 멸종된 종으로서 전체적인 몸길이가 4~6m인 거대한 도마뱀에 속한다.

## 특징
알리에라사우루스(Alierasaurus)는 지금의 사르디니아에서 초기 미들페르미아(Roadian) 시기에 살았던 카제이드 시냅시드의 멸종된 속이다. 알리에라사우루스 론치이(Alierasaurus lonchii)의 일종인 단일 종으로 대표된다. 칼라 델 비노 포메이션 안에서 발견된 아주 큰 부분 골격으로부터 알려진 알리에라사우루스는 알려진 가장 큰 케이스이드들 중 하나이다. 그것은 미국의 텍사스에 있는 미들페미안 산안젤로 포메이션의 또 다른 거대한 케이스디드인 코틸로린쿠스와 매우 흡사하다. 보존된 발 원소와 카우달 척추뼈의 치수는 알리에라사우르스의 추정 총 길이가 약 6~7m임을 시사한다. 실제로 알리에라사우르스와 코틸로린쿠스 사이에 다른 해부학적 특징만 발뼈에서 발견된다. 알리에라사우루스는 더 길고 얇은 네 번째 메타타르를 가지고 있으며 다른 케이스이드처럼 납작해지기는커녕 뾰족하고 발톱 같은 발가락 끝에 비이상적인 뼈를 가지고 있다. 알리에라사우루스와 코틸로린쿠스 둘 다 매우 넓고 통 모양의 갈비뼈를 가지고 있어서 주로 고섬유 식물 재료를 먹고 사는 초식동물임을 보여준다. 총칭은 알그히어로 마을의 지방 사투리로 쓰인 이름인 알리에라(Aliera)와 도마뱀을 뜻하는 '사우루스(Saurus)'를 가리킨다. 구체적인 이름은 시료의 발견자인 아우소니오 론치를 기리기 위한 것이다. 고생물학자 마르코 로마노와 움베르토 니코시아는 알리에라사우루스의 발 해부학에서 몇 가지 자포모형을 확인했다. 뚜렷한 축이 있는 메타타르살 4세, 다른 큰 케이스이드에서처럼 짧고 거대하지 않은 해당 근위부 팔란스의 약 두 배 길이, 골축, 형태와 직교하지 않은 메타타르살 4세 근위부 머리이다. 축과 120°의 각도: 이 순응으로 근위부 및 원위부 헤드는 메타탈의 내측을 따라 훨씬 더 가깝고 발톱 모양의 비골격(Cotylorhyncus)에서보다 비례적으로 짧으며 팔랑의 근위부 림과 매우 가까운 이중 복측 굴곡관결절(Beaular 휨)이 아래쪽으로 구부러지고 비골축내경, 원위 횡단 부분 미사각형, 코틸로린쿠스처럼 돌출되지 않는다. 알리에라사우루스의 홀로타입은 북부 해안(서북 사르디니아 누라 알그히어로 마을 인근)에서 포르티치올로 만을 분리하는 토레 델 포르티치올로 프롬포토리 위에 있는 페미안 칼라 델 비노 형성 최상층에서 발견되었다. 어떤 뼈들은 땅 표면에서 느슨하게 발견되었고 다른 뼈들은 여전히 흙돌-실트돌 층에 박혀 있었다. 이 퇴적물은 비교적 온화한 반건조 기후 아래 이전의 충적 평야에 퇴적되었다. 알려진 물질은 8개의 관절형 카우달 척추뼈, 2개의 분리된 카우달 척추뼈, 4개의 원위부 카우달 센트라, 적어도 8개의 다른 척추뼈를 지칭할 수 있는 수많은 큰 파편, 7개의 혈구 아치의 근위부, 3개의 등갈비(뇌분절), 10개의 미확정 파편 늑골, 10개의 불충분한 보존 r로 구성되어 있다. 생물 해부학에선 심하게 찌그러진 오른쪽 코라코이드 판, 왼쪽 척골의 원위체 머리, 그리고 단편적인 석회암으로 대표되는 몇 개의 자동소자, 3개의 메타포디알, 5개의 비이상적인 팔랑, 거의 완전한 비이상적인 팔랑스, 그리고 원위 끝이 없는 두 개의 비이상적인 팔랑이가 있다. 이러한 유해는 처음에는 코틸로린쿠스(론치 외 연구진 간행물에서 cf 코틸로린쿠스 sp이다.) 또는 밀접하게 관련된 세존에 속할 가능성이 있는 것으로 간주되었다. 이후 다른 케이스이드와의 비교를 위한 가장 많은 진단 요소(명확히 두개골)가 없고 특이하게도 코틸로린쿠스와의 비교에도 불구하고 사르디니아 표본은 발 해부학의 일부 차이점을 근거로 알레에라사우루스라는 새로운 속주에 할당되었다. 2017년에 마르코 로마노와 동료들은 같은 개인에 속하는 다른 뼈들(일부 카우달 척추뼈와 갈비뼈 조각들을 가르킨다.)을 묘사했다. 더 최근에는 같은 레벨로 원치 않는 스페나코돈티드 페리코사우르스의 유골과 조금 더 어린 바위들에서만 알려진 세 번째 동물의 발자국이 나왔다. 이에 해당되는 종은 로데브 유역의 라 리우데 형성(워디안)에서 나온 아이크노게너스 메리폰티크누스이다.(ichenogenus Merifontichnus)

## 생존시기와 서식지와 화석의 발견
알리에라사우루스가 생존했었던 시기는 고생대의 페름기로서 지금으로부터 2억 9000만년전~2억 4500만년전에 생존했었던 종이다. 생존했었던 시기에는 유럽을 중심으로 하여 당시에 존재했던 초원이나 늪지 및 산맥에 형성됐던 밀림, 열대우림 등에서 주로 생존했었던 도마뱀이다. 화석의 발견은 2014년에 유럽의 페름기에 형성된 지층에서 유럽의 고생물학자인 마르코 로마노와 움베르토 니코시아에 의하여 처음으로 화석이 발견되어 새롭게 명명된 종이다.

## 같이 보기
- 파충류
- 고생대
- 페름기
- 파충류
- 화석